# すべてがつながる気持ちよさ! コトバシる
『すべてがつながる気持ちよさ! コトバシる』（すべてがつながるきもちよさ コトバシる）は、2010年11月10日にバンダイナムコゲームスより発売されたパズルゲーム。

## ゲーム概要
バラバラに並んでいるように見えるひらがな文字の一群を一筆書きし、隠された単語を完成させる。出題は「野菜の名前」といったジャンルごとにグループ分けされている。
ニンテンドーDSiウェア版とiOS版では外観が異なる。
- DSiウェア版は煉瓦造倉庫のような外観で、文字の背景が火薬入りの樽になっており、一筆書き完成後に連鎖で爆発させるエフェクトとなっている。
- iOS版は一筆書き完成後の軌跡が迷路内のパックマンとモンスター（イジケ）になる（失敗の場合パックマンはミスする）エフェクトで、「PAC-MAN EDITION」という副題が付いている。

公式サイトやタイアップサイトでFlashによる体験版がプレイできる。
iOS版は2013年3月29日に配信を終了した。

### 計算モード
数字および計算記号（四則演算など）を一筆書きし、提示された答えに導く。ニンテンドーDSiウェア版は難易度によって計算記号の種類が増える。